# Radio Bemba Sound System
Radio Bemba Sound System è il terzo album di Manu Chao uscito il 9 settembre 2002, ed il primo dal vivo, registrato durante il tour per Próxima estación: Esperanza del 2001.

## Tracce
1. Intro – 0:50
2. Bienvenida a Tijuana – 1:55
3. Machine Gun – 2:13
4. Por donde saldra el sol? – 2:41
5. Peligro – 3:09
6. Welcome to Tijuana – 2:50
7. El viento – 2:41
8. Casa Babylon – 2:34
9. Por el suelo – 3:55
10. Blood and Fire – 2:35
11. EZLN... Para tod@s todo... – 1:41
12. Mr. Bobby – 3:36
13. Bongo Bong – 1:05
14. Radio Bemba – 0:20
15. Que paso que paso – 0:54
16. Pinocchio (viaggio in groppa al tonno) – 0:45
17. Cahi en la trampa – 2:10
18. Clandestino – 2:59
19. Rumba de Barcelona – 3:31
20. La despedida – 4:02
21. Mala vida – 2:26
22. Radio Bemba – 0:34
23. Que paso que paso – 1:10
24. Pinocchio (viaggio in groppa al tonno) – 0:45
25. La primavera – 3:32
26. The Monkey – 1:59
27. King Kong Five – 2:44
28. Minha galera – 3:17
29. Promiscuity – 1:44

## Classifiche
| Paese             | Posizione più alta |
| ----------------- | ------------------ |
| Argentina         | 1                  |
| Austria           | 16                 |
| Belgio (Fiandre)  | 10                 |
| Belgio (Vallonia) | 1                  |
| Danimarca         | 35                 |
| Francia           | 3                  |
| Germania          | 32                 |
| Italia            | 13                 |
| Messico           | 66                 |
| Norvegia          | 13                 |
| Paesi Bassi       | 52                 |
| Svezia            | 20                 |
| Svizzera          | 2                  |